# Steampunk
 (février 2016).

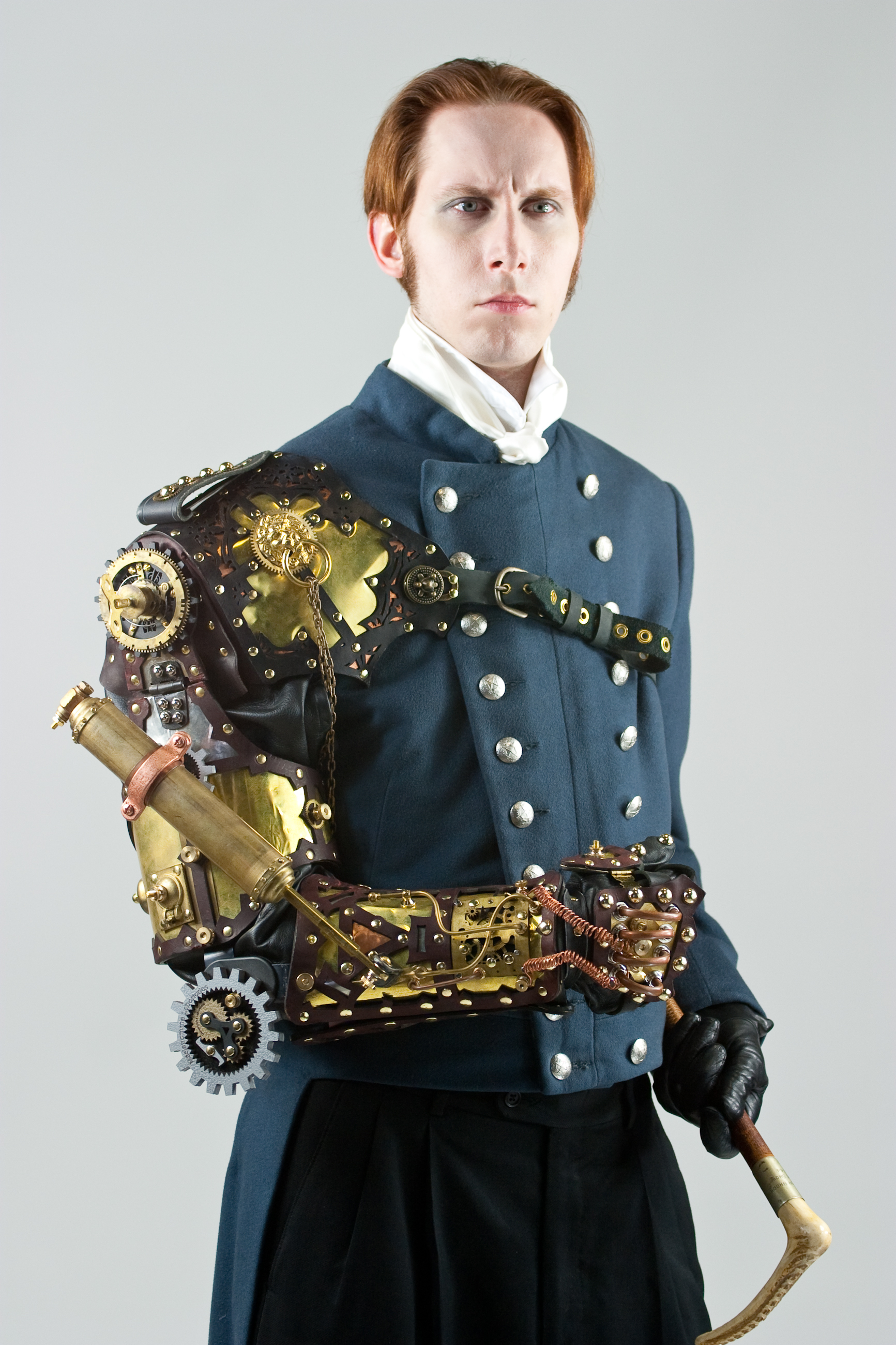
L'écrivain américain Geoffrey D. Falksen costumé en style steampunk.

Le steampunk est un genre littéraire, issu de la science-fiction. Apparu dans le domaine de la littérature, il est aujourd'hui une culture à part entière, passant également par le champ des arts visuels et allant jusqu'à la musique. Cette uchronie ouverte, basée sur la projection d'un futur probable partant du XIXe siècle et de l'époque victorienne en gardant les codes et l'esthétisme de cette époque, est enrichie par la vision et l'interprétation personnelle de chacun des membres de ce mouvement, parfois appelé « vaporiste ». On y retrouve l'utilisation de matériaux tels que le cuivre, le laiton, le bois et le cuir, et l'approche de l'aventure et de l'expérimentation dans un monde où tout reste à découvrir et à être développé, dans l'esprit de la première révolution industrielle et en s'appuyant sur les nouvelles sources d'énergie que sont le charbon et la vapeur (steam en anglais), d'où l'utilisation massive des machines à vapeur.
Le nom steampunk, qui signifie littéralement « punk à vapeur », parfois traduit par « futur à vapeur », est un terme inventé pour qualifier un genre de littérature né à la fin du XXe siècle (même si des inspirations peuvent être trouvées dans des récits de Jules Verne), dont l'action se déroule dans l'atmosphère de la société industrielle du XIXe siècle. Le terme a été forgé à la fin des années 1980 en référence au cyberpunk (terme apparu en 1984).
Le steampunk fait son apparition dans des œuvres littéraires fantastique, de fantasy, d'anticipation et certains sous-genres de la science-fiction. Cette esthétique a été forgée par allusion au cyberpunk par les auteurs K. W. Jeter, Tim Powers et James Blaylock à titre de boutade.

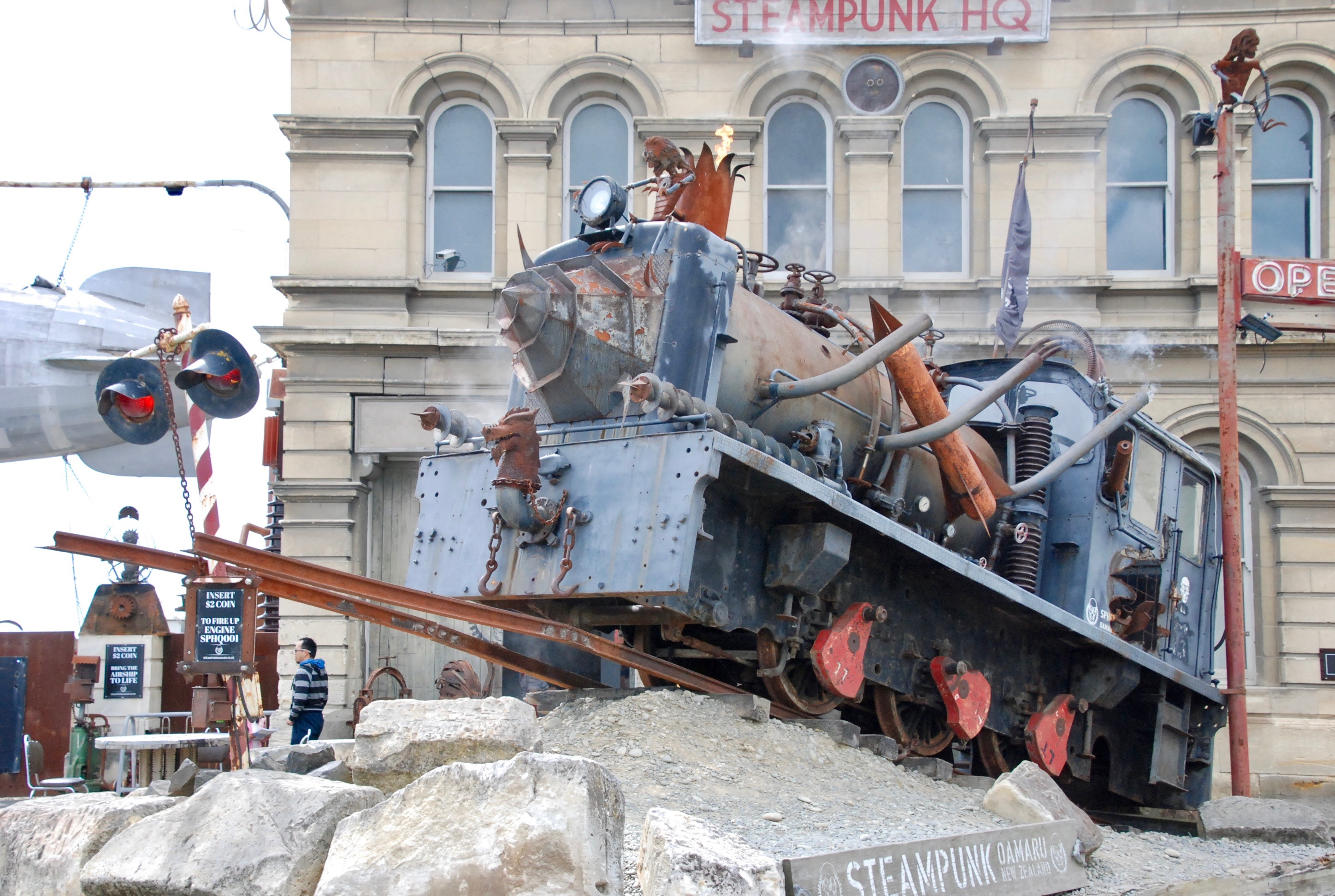
Steampunk HQ museum

Le steampunk est présent dans le cinéma, la musique, le dessin et par le mouvement « Do it yourself » où les vaporistes créent des costumes, accessoires et décorations dans l'esprit de cette culture, allant jusqu'à inventer des personnages évoluant dans ce monde imaginaire, les interprétant physiquement lors d’événements ou sur les médias numériques tel que le forum steampunk.fr (plateforme de discussion de la communauté francophone) ou les réseaux sociaux.

## Définition

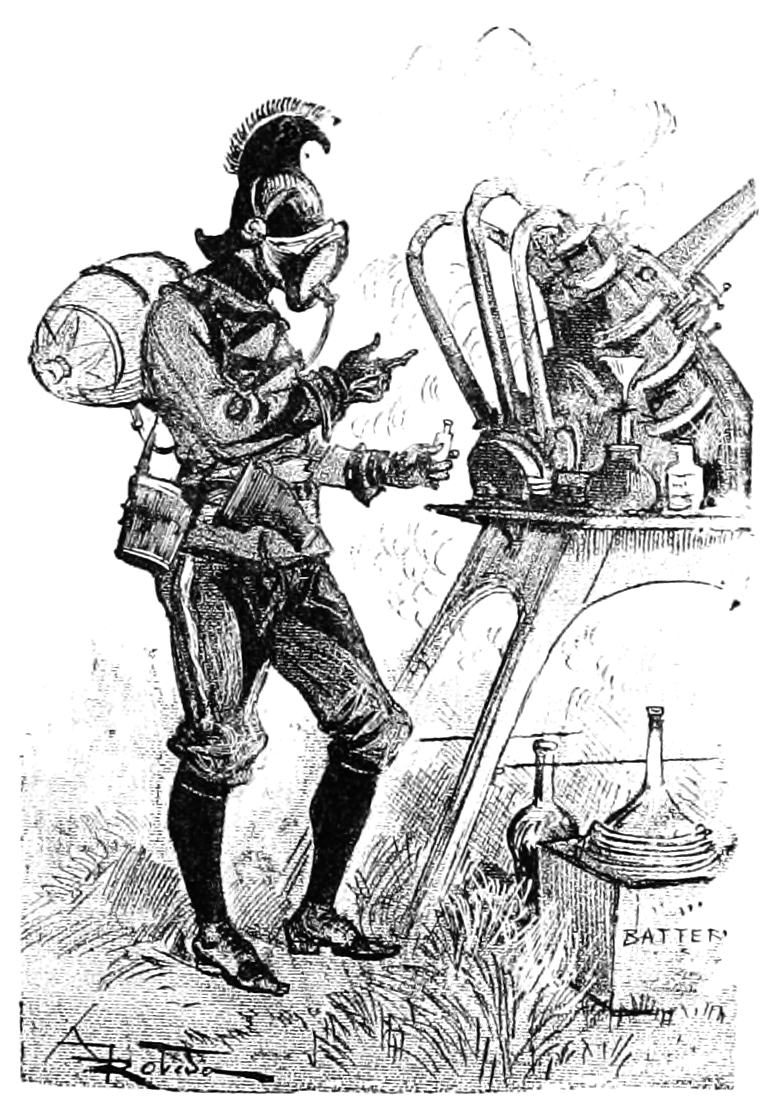
Dessin extrait de La Vie électrique, ouvrage écrit et illustré par Albert Robida, 1893.

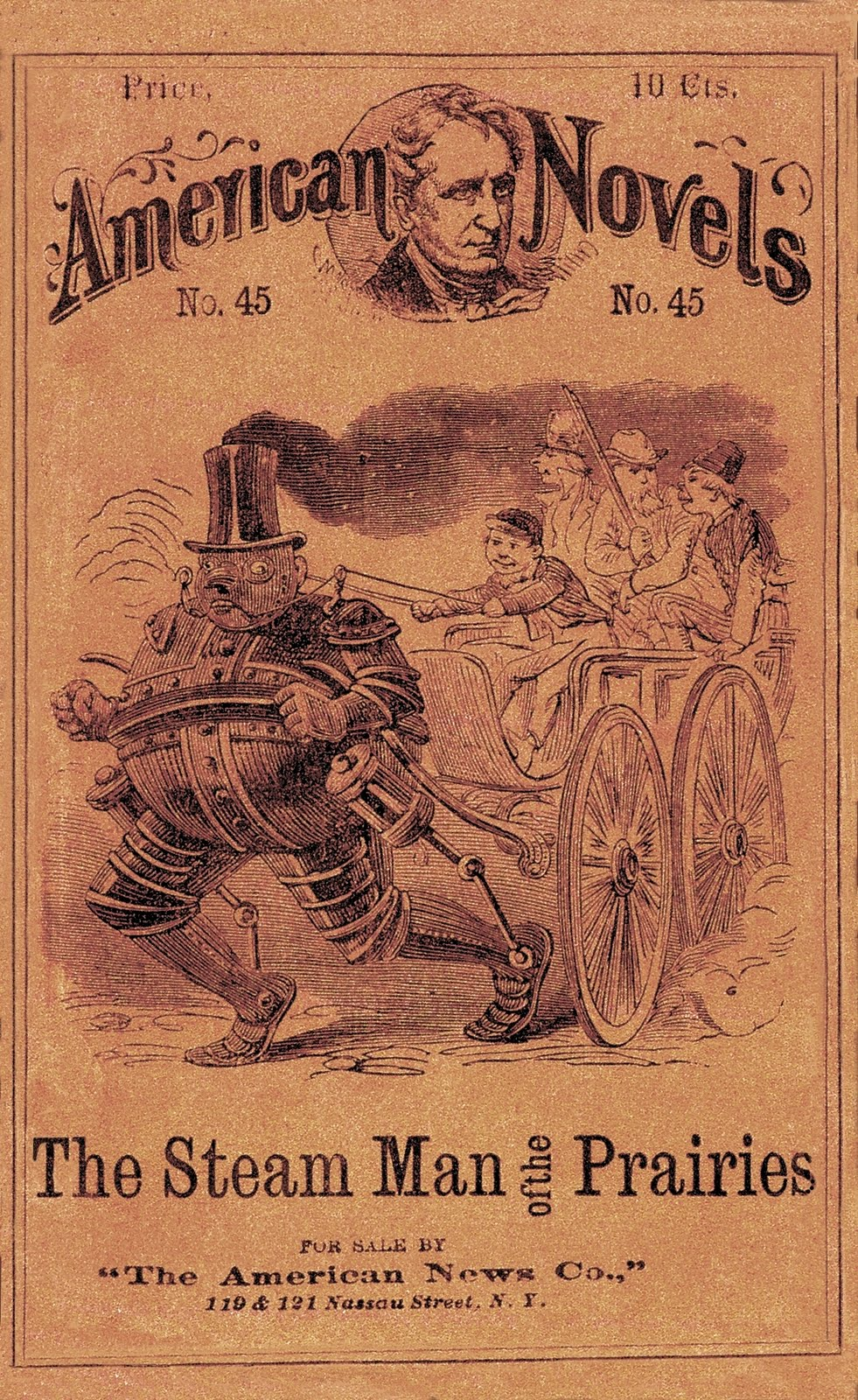
The Steam Man of the Prairies (1868) d'Edward S. Ellis

Le steampunk trouve son impulsion dans des inspirations d’œuvres de Jules Verne, Albert Robida ou H. G. Wells qui fournissent les caractéristiques et l'esthétique de l'univers d'expression à travers leurs romans ou les adaptations cinématographiques qui en ont été faites : Vingt mille lieues sous les mers de Richard Fleischer (1954), L'Invention diabolique (Vynález Zkázy) de Karel Zeman (1958) ou La Machine à explorer le temps de George Pal (1960). Autre influence, The Steam Man of the Prairies (1868), dime novel de l'écrivain américain Edward S. Ellis, constitue l'un des fleurons des « Edisonades », proto-science-fictions mettant en scène des inventeurs sur le modèle du pionnier scientifique Thomas Edison.
L'univers des époques victorienne et édouardienne d'avant la Première Guerre mondiale reste l'un des décors favoris du genre.
Par extension sont assimilés au steampunk les récits qui se déroulent soit dans le futur, soit dans un présent uchronique alternatif — où apparaissent des personnages historiques ayant réellement existé —, quand leur décor rappelle le design de l'environnement industriel du XIXe siècle ou que la société qu'ils décrivent ressemble à celle de l'époque édouardienne, socialement très rigide et cloisonnée, comme dans Les Chemins de l'espace de Colin Greenland (1993).
Les œuvres steampunk relèvent aussi de l'aventure et du roman policier - voire du western comme Wild Wild West. Pour les distinguer du récit où interviennent des éléments relevant du fantastique, les critiques utilisent le terme de gaslamp fantasy, genre dans lequel s'illustrent notamment Anne Rice et le Français Fabrice Bourland. Le steampunk recoupe fréquemment d'autres genres référentiels de la SF comme le voyage temporel, l'uchronie (décalage temporel et histoire alternative) et les univers parallèles. Cet aspect uchronique canonique a valu aux œuvres de SF steampunk les labels de « chroniques du futur antérieur » ou de « rétrofutur » chez les fans du genre.
Une des principales différences entre le steampunk et la science-fiction des auteurs d'anticipation du XIXe siècle comme Albert Robida — qualifiée de proto-steampunk par les puristes — réside dans la présence d'éléments anachroniques plus tardifs comme les ordinateurs ou les manipulations génétiques qui n'existaient évidemment pas à l'époque. Le steampunk se distingue aussi par son humour, bien des auteurs — en premier lieu K. W. Jeter, qui porta le genre sur les fonts baptismaux — considérant le genre comme un jeu littéraire font tout en clins d'œil aux pères de la science-fiction, du roman fantastique et du roman d'aventures extraordinaires — pour reprendre le titre de la fabuleuse collection des œuvres de Jules Verne.

## Histoire du Steampunk en littérature et au cinéma

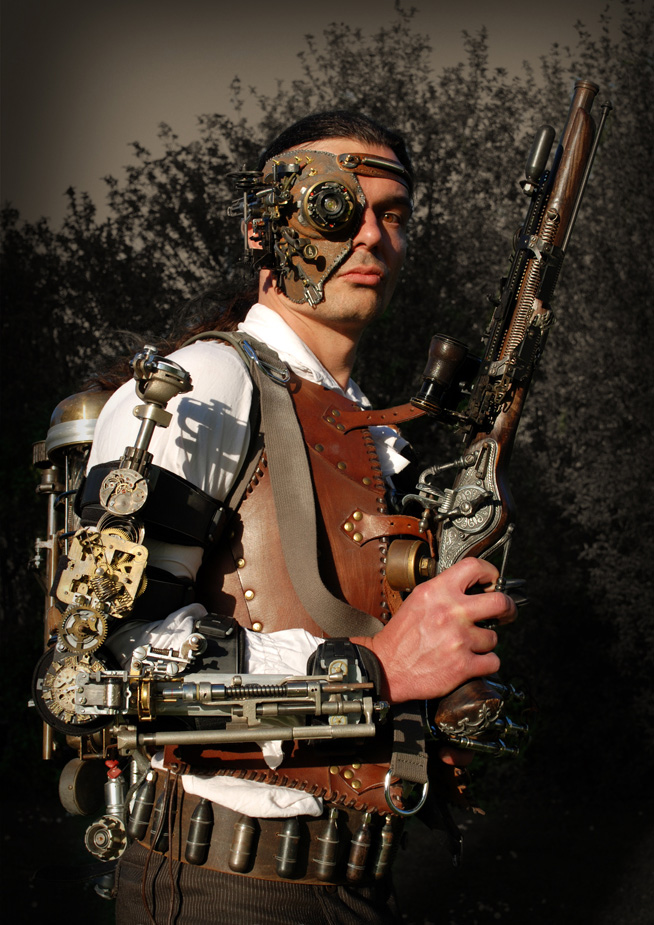
Costume de style steampunk.

L'origine remonte aux années 1980, par un hommage à l'époque qui suit la Révolution industrielle dans les délires littéraires du trio d'amis K. W. Jeter, Tim Powers et James Blaylock. Jeter écrit Morlock Night (1979) et Machines infernales (1987), Powers rédige Les Voies d'Anubis (1983) et Le Poids de son regard (1989) tandis que Blaylock publie Homunculus (1986) et Le Temps fugitif (1992).
Dans les années 1990, ce terme fait de nombreux émules. Parmi les écrivains de langue anglaise qui s'illustrent dans le steampunk figurent William Gibson et Bruce Sterling (La Machine à différences, 1990, qui met en scène les lointains pionniers de l'informatique à l'ère victorienne, Charles Babbage et Ada Lovelace), Brian Stableford (trilogie des Loups-garous de Londres, 1990-1994, et, plus tard, L'Extase des vampires, 1996), Kim Newman (Anno Dracula, 1992, et ses suites), Mark Frost (La Liste des sept, 1993), Paul Di Filippo (La Trilogie Steampunk, 1995), Stephen Baxter (Les Vaisseaux du temps, 1995), Christopher Priest (Le Prestige, 1995) ou encore Robert Charles Wilson (Darwinia, 1998). La trilogie À la croisée des mondes de Philip Pullman a également de nombreux accents steampunk, bien que l'élément « machine à vapeur » n'y soit pas présent. Cependant, la plupart des œuvres précitées, qualifiées au moment de leur parution de steampunk, sont en réalité à classer dans le genre de la gaslamp fantasy, terme créé en 2006 mais applicable rétroactivement (voir plus bas pour la distinction fondamentale entre steampunk et gaslamp fantasy).

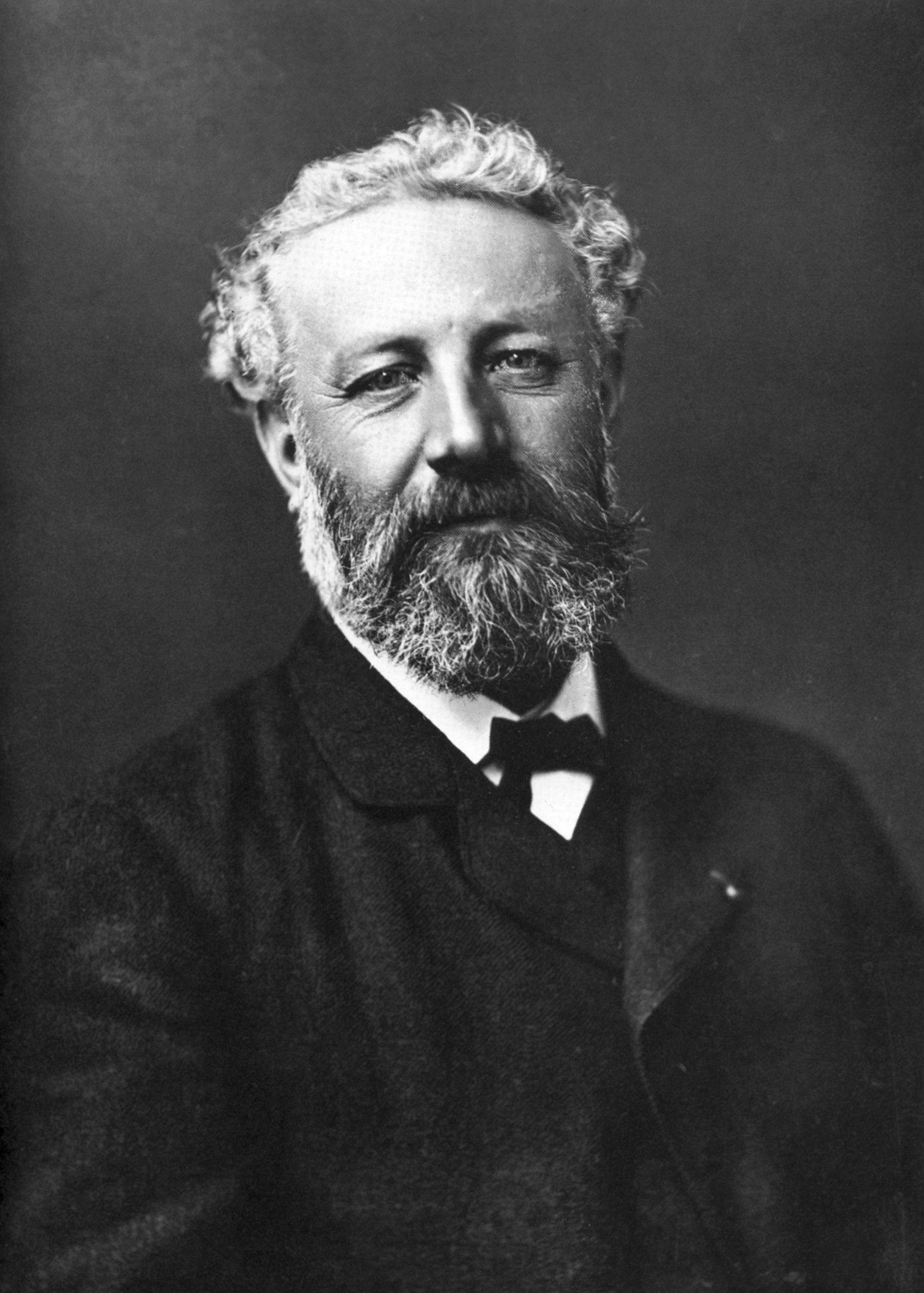
Jules Verne, figure tutélaire du steampunk dont le personnage de Robur le Conquérant fait figure de proto-héros du genre.

Alors que Jules Verne ou Albert Robida font figures d'ancêtres tutélaires, les auteurs français ne sont venus que plus tardivement au steampunk comme le remarque Daniel Riche dans son anthologie, Futurs antérieurs (1999). Cette entrée tardive se manifeste par une floraison d'œuvres telles que Les Grandes profondeurs (1991) et Bouvard, Pécuchet et les savants fous (2000) de René Reouven, Les Inhumains (1992) de Serge Brussolo, les trois opus de L'Opéra du diable (2002-2005) et Magies secrètes (2012) d'Hervé Jubert, L'Équilibre des paradoxes (1999) de Michel Pagel, Confessions d'un automate mangeur d'opium (1999) de Fabrice Colin et Mathieu Gaborit, La Cité entre les mondes (2000) de Francis Valéry, La Lune seule le sait (2000) et Pandemonium (2001) de Johan Heliot, L'Instinct de l'équarrisseur (2002) de Thomas Day ou La Ligue des héros (2002) de Xavier Mauméjean. Parmi les œuvres fondatrices françaises « historiques » du genre, on peut sans doute citer aussi, en remontant au début du XXe siècle, les anticipations militaires d'Émile Driant alias « Capitaine Danrit ».
Le Steampunk se raccroche à une longue tradition littéraire qui joue sur les rapports de la fiction et de la machine. Mary Shelley, Jules Verne, Mark Twain et H. G. Wells développaient déjà les thèmes de l'artifice ou de l'automate. Le dispositif littéraire du récit fantastique se reflète dans les ruses et les pièges d'inquiétantes mécaniques échappant au contrôle de leurs inventeurs. C'est sur la scène des théâtres que la machine est entrée en littérature : le dramaturge Pierre Corneille, en 1660, monte au château du Neubourg la première pièce à machines, La Toison d'or. Dès les origines, la machinerie des théâtres fut perçue comme une métaphore de cet autre engin qu'est l'intrigue, comme en témoigne l'expression deus ex machina. Le steampunk systématise et industrialise la puissance littéraire de la machine et de ses représentations.
Rétrospectivement, la critique s'intéresse à des titres publiés avant 1979 qui répondent aux critères de définition du steampunk et qu'elle a baptisé du terme générique de proto-steampunk. Le proto-steampunk comporte des œuvres marquantes comme Le Voyage de Simon Morley (1970) et sa suite tardive Le Balancier du temps (1995) de Jack Finney ; la trilogie uchronique qui met en scène le personnage d’Oswald Bastable (1971-81) de Michael Moorcock ; Frankenstein délivré (1973) de Brian Aldiss ; les extravagances de Philip José Farmer comme Chacun son tour (1973) ou Le Saigneur de la jungle (1974) ; La Machine à explorer l'espace (1976) de Christopher Priest ; voire Fata Morgana (1977) de William Kotzwinkle, influencé par le polar.
Les amateurs de bande dessinée, eux, avaient déjà découvert Le Démon des glaces (1974) de Jacques Tardi ou le méconnu Captain Hard (1989) de Walter Fahrer.

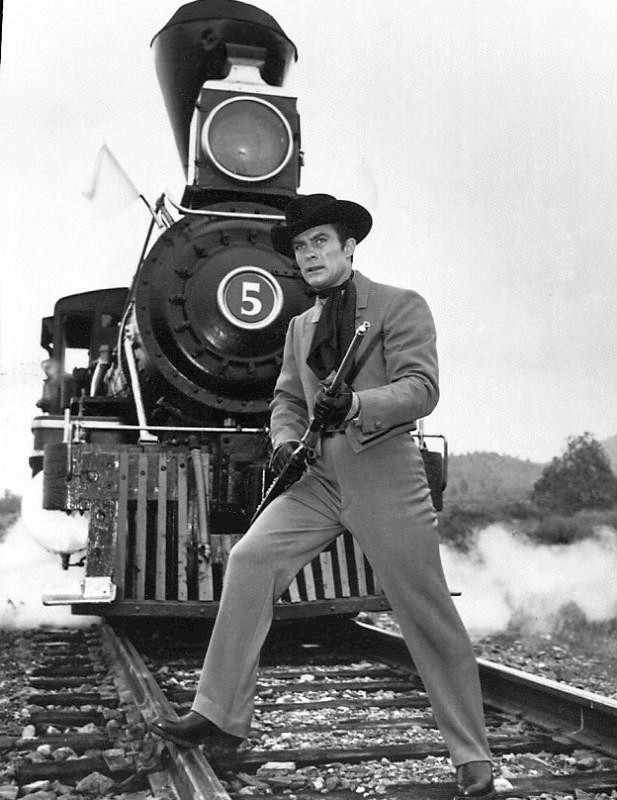
Robert Conrad dans la série télévisée Les Mystères de l'Ouest.

Les téléspectateurs américains ont quant à eux été confrontés au proto-steampunk dès 1965 avec la série The Wild Wild West (Les Mystères de l'Ouest), mixant western et espionnage et mettant en scène deux agents du United States Secret Service, James T. West et Artemus Gordon, utilisant des gadgets à la James Bond, opposés à des criminels aux projets et aux inventions machiavéliques dans l'Amérique des années 1870.
En 1986, Le Château dans le ciel des studios Ghibli, réalisé par Hayao Miyazaki, possède tous les codes du steampunk, avec une esthétique inspirée de l'ère industrielle anglaise de la fin du XIXe siècle. Miyazaki poursuivra cette esthétique dans plusieurs de ses œuvres, notamment Le Château ambulant, et d'autres comme Porco Rosso et le Vent se lève, dans un style plus réaliste, se déroulent explicitement dans l'entre-deux-guerres. 
Le courant steampunk a donné naissance à deux catégories d’œuvres : celles qui créent leur propre univers en obéissant aux contraintes fixées par les pionniers du genre, Powers, Blaylock, Gibson & Sterling et Stableford, et celles qui se veulent systématiquement référentielles.
Ces dernières exploitent l'environnement littéraire et culturel de l'époque victorienne pour mettre en scène des personnalités réelles ou imaginaires (Sherlock Holmes, Frankenstein, Dracula et le Dr Jekyll, mais aussi Jack l'Éventreur, Charles Babbage ou Ada Lovelace), ou bien s'inspirent de romans de l'époque de Wells, Verne ou Doyle. Le fameux univers généalogique Wold Newton, rassemblant tous les grands héros de la littérature populaire, inventé par Philip José Farmer, n'est pas étranger à cet engouement. Ce dernier sous-genre est illustré notamment par la BD La Ligue des gentlemen extraordinaires d'Alan Moore, traduite et portée à l'écran depuis, mais aussi par des auteurs comme Kim Newman, Stephen Baxter, René Reouven ou Johan Heliot.
Ces œuvres se caractérisent par un intertexte foisonnant[réf. nécessaire]. Le personnage de M, de la Ligue des gentlemen extraordinaires, évoque d'abord James Bond mais se révèle être le professeur Moriarty, l'ennemi juré de Sherlock Holmes. « Appelez-moi Ishmael », se présente le chauffeur du capitaine Nemo en accueillant l'équipe des gentlemen extraordinaires à bord du Nautilus. « Il manque un portrait sur votre mur », fait-on remarquer à Dorian Gray. Le personnage de Hyde est de son côté retrouvé dans la rue Morgue.
De nombreux textes steampunk n'ont pas été traduits en français, à commencer par la pièce fondatrice, Morlock Night de K. W. Jeter, Black as the Pit, from Pole to Pole (1977) de Howard Waldrop et Steven Utley, The Hollow Earth (1990) de Rudy Rucker, Anti-Glace (1993) de Stephen Baxter ou l'irrespectueux Zeppelins West (2001) de Joe R. Lansdale.

### Littérature proto-steampunk
- Paris au XXe siècle et La Journée d'un journaliste américain en 2889 de Jules Verne.
- Le Vingtième Siècle (1883), La Guerre au vingtième siècle (1887) et Le Vingtième Siècle. La vie électrique d'Albert Robida.
- L'Évolution du militarisme aérien et la dissolution des infanteries, forteresses et flottes européennes de Paul Scheerbart.

## Esthétique dusteampunk
L'esthétique steampunk est un monde n'ayant pas existé mais se basant sur un XIXe siècle où l'emploi de la vapeur devient plus présent et laisse de côté le pétrole et l’électricité.

### Les origines techniques dusteampunk

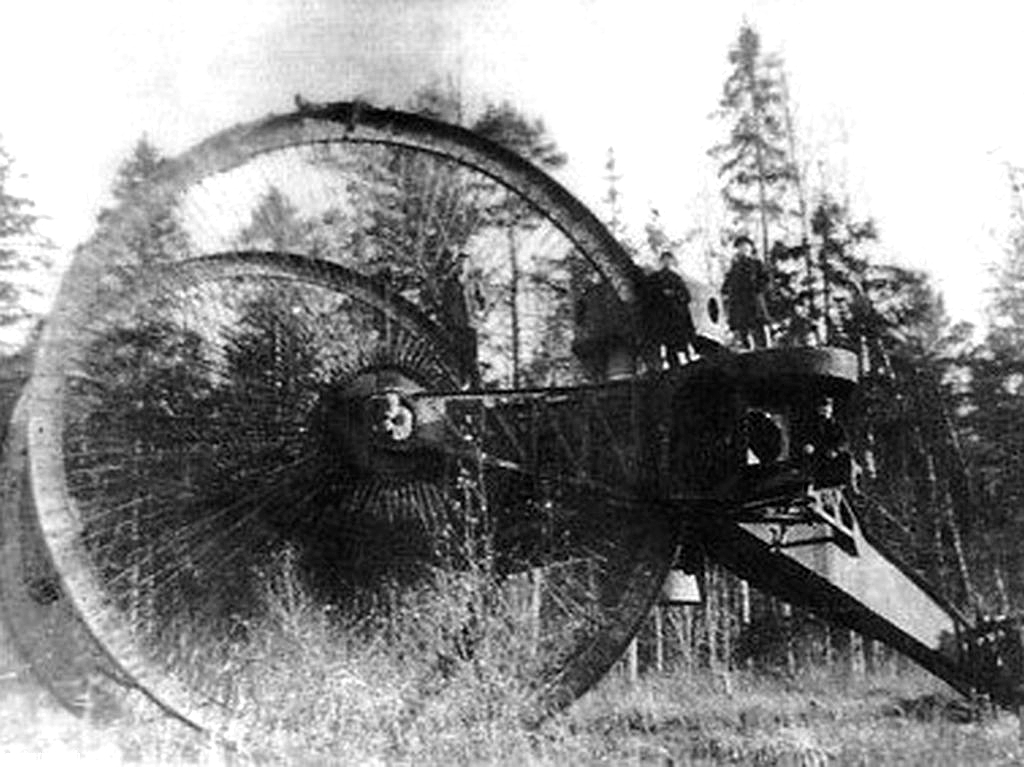
Le « Tsar », dit le « char Lebedenko ».

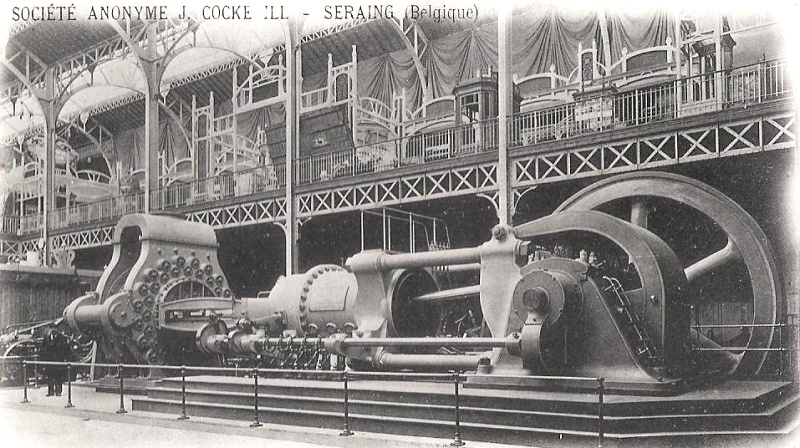
Machine des aciéries de John Cockerill à Seraing, foyer de l'industrialisation belge.

Le travail et les œuvres des inventeurs et des auteurs de romans d'anticipation de la fin du XIXe siècle ne peuvent pas être qualifiés de steampunk mais de proto-steampunk.
Les auteurs modernes se sont fondés sur les créations de cette époque, tels l'Aérostation à vapeur de Henri Giffard ; le Plongeur de Bourgois et Brun, premier sous-marin propulsé par moteur (1863) ; le premier scaphandre autonome de Benoît Rouquayrol et Auguste Denayrouze (1864) ; l'arsenal steampunk : Thorsten Nordenfelt, le Char du Tsar, le Steam tank (en) de l'armée américaine, des projets improbables, et les tenues expérimentales de l'Armée française ; l'aviation à vapeur (Clément Ader) ; les œuvres de José Moselli : La Guerre des océans et La Fin d'Illa ; la motocyclette à vapeur, Louis-Guillaume Perreaux et ses brevets ; Albert Robida ; les revues américaines : Popular Science, Popular Mechanics, Modern Mechanics et Science and Mechanics ; les uchronies militaires d'Émile Driant alias Capitaine Danrit ; le tramway à air comprimé de Louis Mékarski, dans le roman airpunk[Quoi ?] l'Ère du vent de Pierre Bameul.

### Le design industriel 1900 et l'inspiration Belle Époque

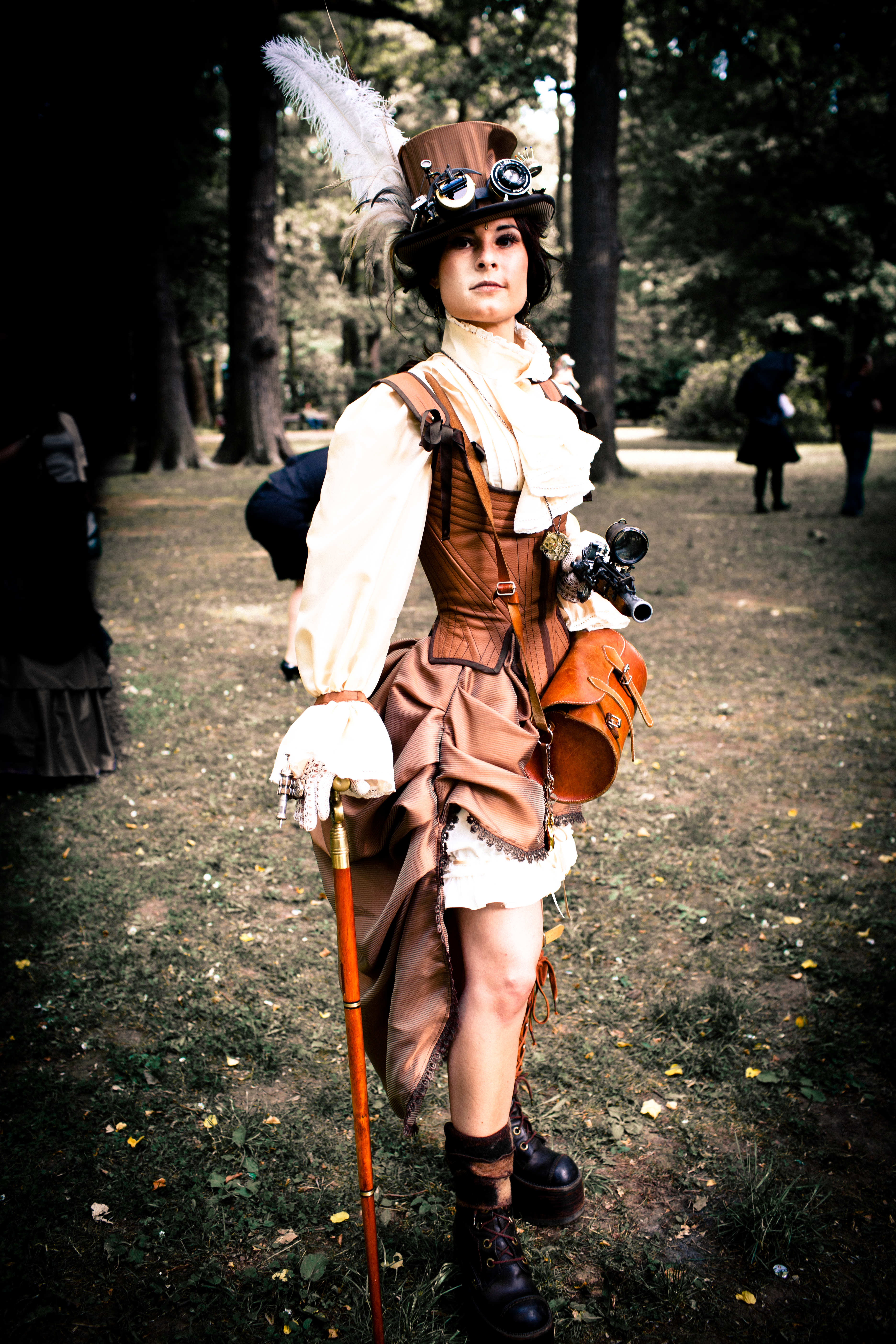
Costume steampunk.

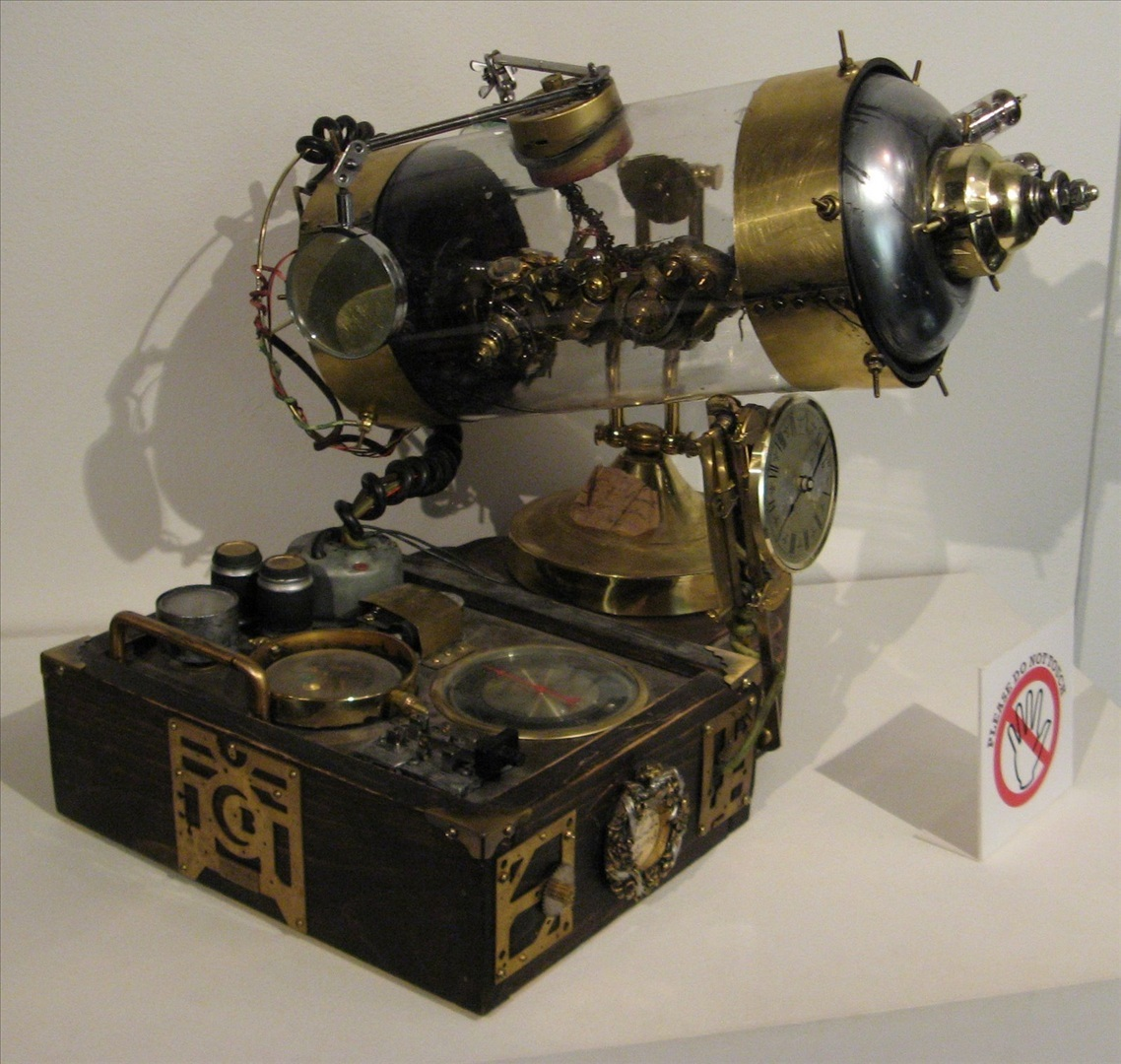
Machine steampunk.

En un raccourci caricatural, on pourrait dire que le steampunk est un univers où les machines à vapeur auraient progressé au-delà de ce que nous connaissons et où l'humanité n'aurait pas éprouvé le besoin d'inventer les moteurs à combustion interne. L'esthétique de cette civilisation uchronique est très différente de la nôtre, puisque l'absence de pétrole entraîne celle des matières plastiques ainsi qu'un retard dans le développement de l'électricité et de l'informatique, ou leur absence pure et simple. Le décor s'inspire de l’architecture industrielle de la fin du XIXe siècle. L'industrie du charbon étant très développée, en parallèle avec celle de la métallurgie, le fer puddlé y tient lieu de matière première principale. De même, l'esthétique est souvent associée aux boiseries sombres et au laiton. Les engrenages complexes ou simplement décoratifs sont, eux aussi, souvent employés. En ce qui concerne les transports, l'avion et la voiture individuelle sont souvent en retrait, en faveur du dirigeable et du train.
L'allure vestimentaire est un mélange du siècle victorien et d'accessoires divers. Elle incorpore des éléments d'avant et après les deux guerres mondiales. L'esthétique vestimentaire steampunk se rapproche de la mode gothique, elle aussi d'inspiration victorienne.
Tandis que l'ère de l'électronique tend vers la miniaturisation, l'élément esthétique fondamental du steampunk est son gigantisme. Cette technique, délibérément bloquée au stade de la machine à vapeur, produit des constructions démesurées, complexes et extravagantes de tuyauteries actionnées par des leviers et des claviers aussi nombreux que compliqués. Les véhicules à vapeur semblent souvent lourds et difficilement maniables, nécessitant une forte dépense d'énergie pour un rendement mécanique faible. Le héros classique dans ce genre d'univers est le mécanicien de génie.
Toutefois certains univers steampunks semblent posséder une avancée technique sur l'époque contemporaine. C'est le cas des « greffes mécaniques » dans le manga Fullmetal Alchemist ou dans des films comme Wild Wild West. La mécanique y est aussi mieux développée (l'araignée mécanique de Wild Wild West), tout comme les automates à vapeur.

### Autres inspirations
Bien que le steampunk soit basé sur l'esthétisme Belle Époque européen, il existe des approches prenant l'inspiration dans le reste du monde, en restant au plus proche de l'époque du XIXe siècle.
Beaucoup de créations s'inspirent de l'Orient et de l’Asie, restant dans l'esprit d'échange culturel victorien, mais aussi du reste du monde comme les pays slaves ou le continent américain.
Les amateurs de steampunk — désignés dans l'espace francophone sous le terme de « vaporistes » — créaient des costumes et accessoires spécifiques pour coller aux thèmes des événements.

## Autres caractéristiques

### Steampunket fiction post-apocalyptique
Le steampunk fait occasionnellement des emprunts esthétiques aux univers post-apocalyptiques, comme dans la série de jeux vidéo Fallout. Notamment à cause de la technique rétrograde, grossière et de récupération, même s'il s'agit dans le cas des Fallout d'un rétrofuturisme ancré dans les années 1950-1960 (on parle en anglais d'esthétique RayGun Gothic), avec des armes plasma et laser naïves et des carcasses de voitures nucléaires (ce style se nomme aussi Dieselpunk). Un autre exemple de ce télescopage entre ces deux genres est donné par le roman Le Jour des Triffides de John Wyndham. Citons le cycle Omale (trois romans) du Français Laurent Genefort, décrivant un monde steampunk de guerre interminable entre Humains et extra-terrestres. Autre ouvrage français : L’Ère du Vent de Pierre Bameul, premier roman à la fois airpunk[Quoi ?] et post-apocalyptique à être publié. Dans ce récit, l'usage omniprésent de l'air comprimé a remplacé celui de l'électricité devenu prohibé. Il y a également Artifices, le tome six de la bande dessinée Sillage, qui présente un peuple coincé combattant des milliers de robots, à un stade technologique bien plus avancé, le tout dans un monde ravagé par ces batailles incessantes.

### Environnement et design
Quelques attractions des parcs d'attractions Disney peuvent sans conteste se classer dans la « mouvance » du steampunk. Space Mountain de la Terre à la Lune (1995-2005) à Disneyland Paris tiré du roman éponyme de Jules Verne, proposait un voyage vers la Lune en recréant une atmosphère « victorienne/vernienne » très particulière empruntant de nombreuses caractéristiques au style steampunk. L'attraction Discovery Arcade a elle aussi été conçue dans le même esprit.
On peut également citer la zone Rookburgh du parc d'attraction Phantasialand qui se distingue par sa thématique intégralement steampunk avec l'hôtel « Charles Lindbergh » ainsi que la montagne russe F.L.Y.
Le concept de l'espace d'exposition et d'animation Les Machines de l’île à Nantes se situe à la croisée des « mondes inventés » de Jules Verne, de l'univers mécanique de Léonard de Vinci et de l’histoire industrielle nantaise.
La station Arts & Métiers de la ligne 11 du métro de Paris a reçu un aménagement spécifique de type steampunk, inspiré de l'univers de Vingt Mille Lieues sous les mers de Jules Verne et notamment du sous-marin Nautilus.

### Communauté et état d'esprit
À l'instar du mouvement gothique, il s'est créé un « mouvement » steampunk, communauté de créateurs, d'exégètes et de fans du genre. Défilés de mode, happenings, expositions d'objets, et sites internet en sont les principaux moyens d'expression — à l'initiative principalement des Anglo-saxons, particulièrement actif dans ce domaine.
Le steampunk peut être résumé approximativement en un mot : « bricoleur »[réf. nécessaire]. C'est un état d'esprit visant à créer, expérimenter, et construire des objets ou des œuvres soi-même (c'est en quelque sorte l'incarnation du D.I.Y. (Do It Yourself) ou D.O.Y. du mouvement punk), comme l'illustre le cliché du savant fou ou de l'ingénieur de génie. C'est aussi la recherche d'une « esthétique de vie » définie par les canons steampunk. Par ailleurs, la devise de Steampunk Magazine résume l'éthique du mouvement : « Love the machine, hate the factory » (« aime la machine, déteste l'usine »).

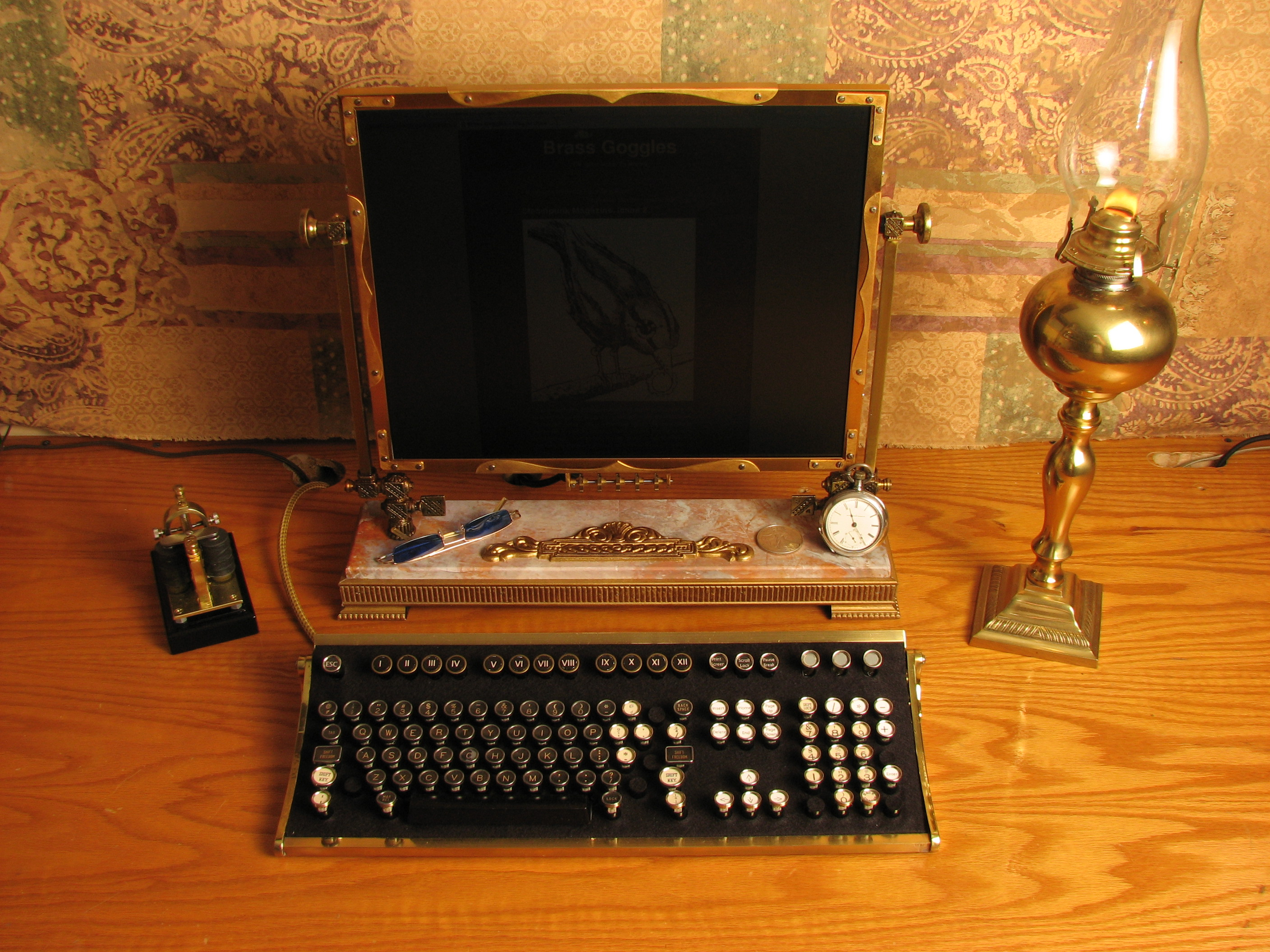
Ordinateur restylé d'inspiration steampunk.
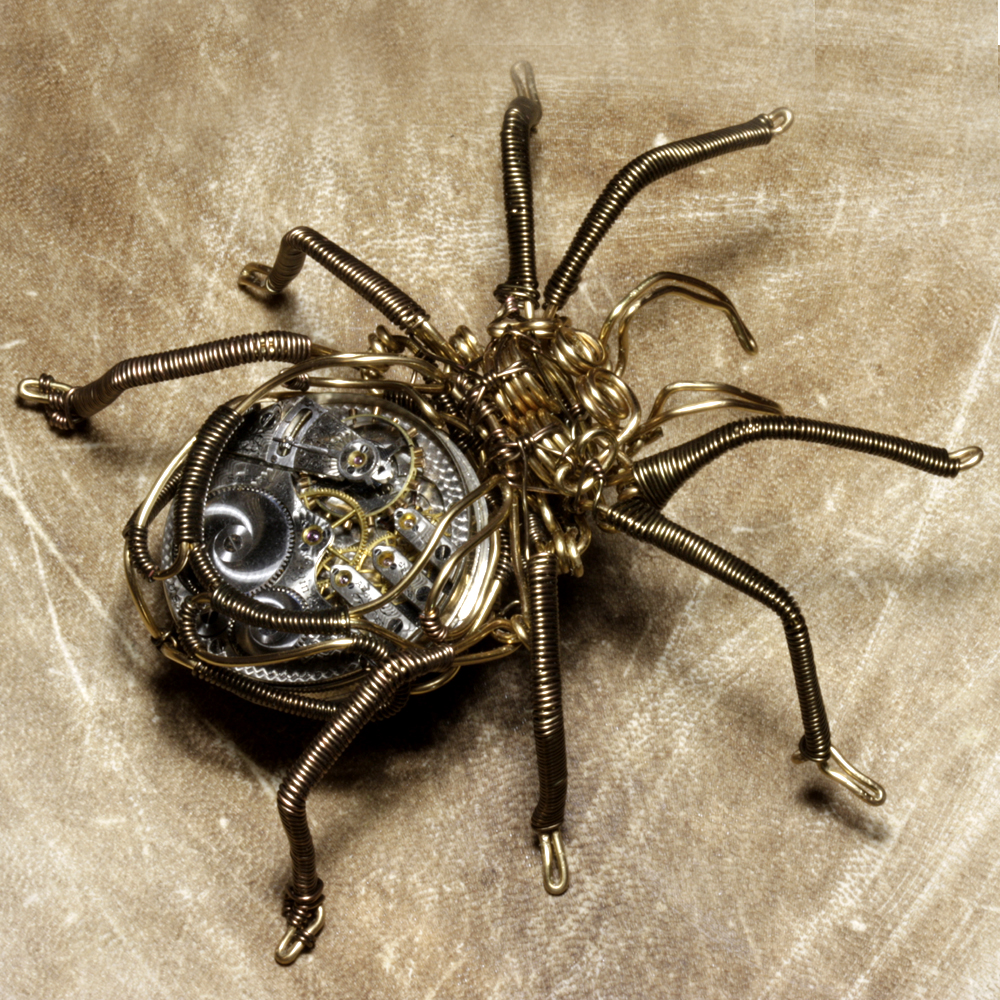
Sculpture d'araignée par Daniel Proulx.
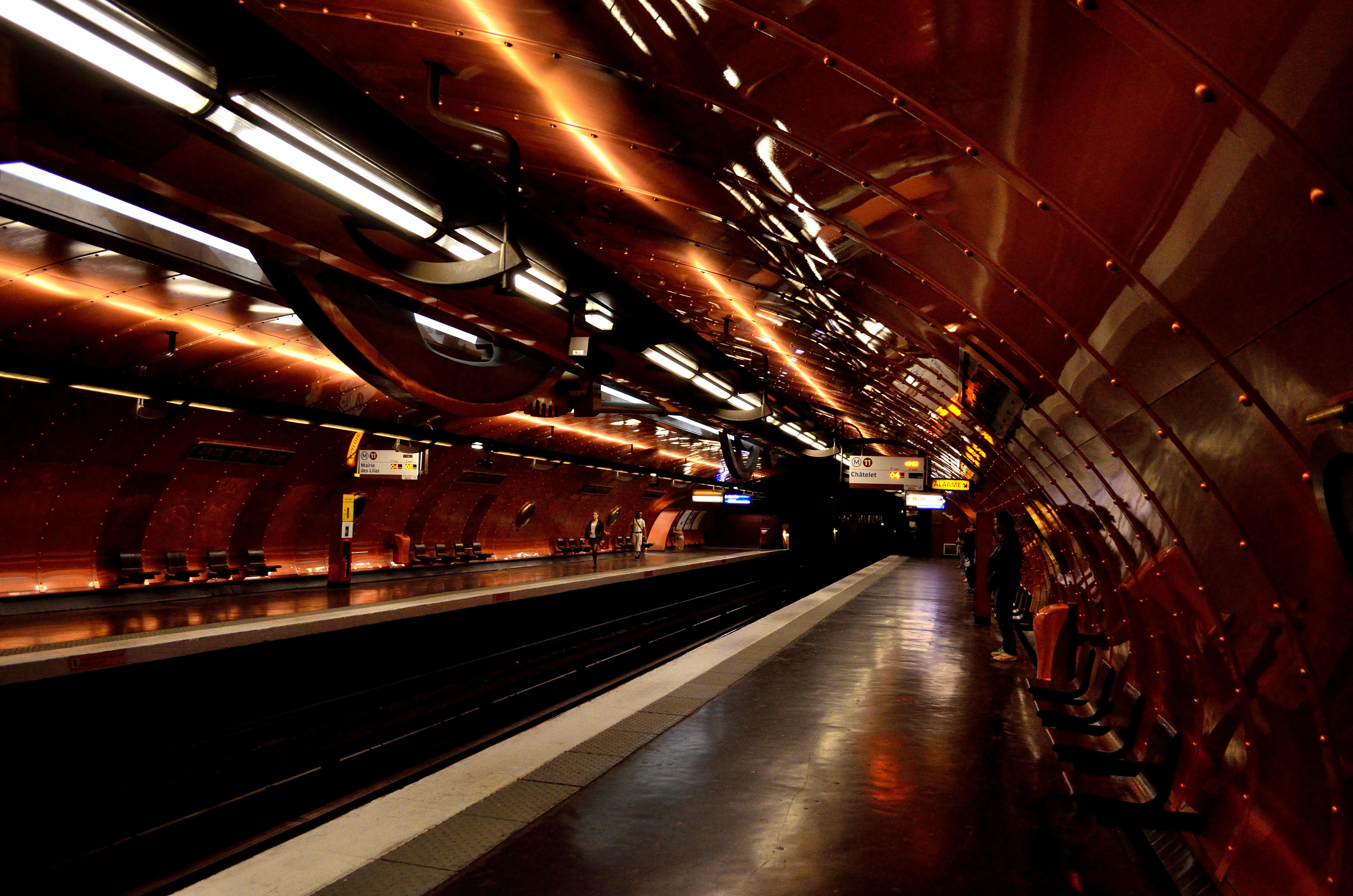
La station style steampunk Arts & Métiers de la ligne 11 du métro de Paris.